# Modelos de organización del trabajo
La  modelos de organización del trabajo son entendidos como la forma en que se gestiona los procesos de trabajo en los diferentes sectores de producción, ya sean de bienes o  servicios. Es el ordenamiento de la secuencia de la actividad que da sentido y coherencia al proceso trabajo, esto con el fin de aumentar la productividad o hacer más eficiente el servicio que ofrecen a un público. Los modelos no son estáticos, siempre están en continua transformación debido a diferentes factores, tanto internos como externos. La introducción de nuevas tecnologías, las reglas del juego de la economía, las políticas de ajuste y la necesidad de construir estrategias para afrontar los nuevos parámetros de competitividad, llevan a la búsqueda de la renovación en las formas de gestionar el trabajo.

## Organización del trabajo
Desde una perspectiva sociológica la organización del trabajo es el conjunto de aspectos técnicos y sociales que intervienen en la producción de determinados bienes o servicios. Es el resultado de las normas y las reglas que determinan el cómo se va a ejecutar el trabajo en la empresa. Desde esta mirada se podría decir que la organización del trabajo es una construcción social, histórica, modificable y cambiante

## Modelo taylorista
Frederick Wislow Taylor es reconocido como el padre de la administración científica. Las propuestas que impulsó dentro de la industria se condensan en su obra Scientific Management. Sus principios impactaron en la organización del trabajo y la dirección de las fábricas, así como en la sociedad misma durante el siglo XX.

#### Fundamentos de la administración científica
La industria del siglo XIX, se enfrentaba a problemas como la holgazanería y simulación del obrero, así como el gran desperdicio de materiales en el proceso de fabricación. Las direcciones de las fábricas no contaban con los conocimientos de producción por lo que el control de trabajo estaba en su totalidad en manos del obrero. Ante esta problemática Taylor se dio a la tarea de hacer un estudio sistemático sobre el trabajo que busca recopilar los métodos necesarios para impulsar la producción y rendimiento del obrero. De esta manera la administración científica se puede entender como el intento de aplicar métodos científicos a los problemas del control de trabajo.
La administración científica se puede englobar en cuatro puntos:
1. Sustituir el criterio individual, la improvisación del operario en el trabajo por lo métodos basados en procedimientos científicos.
2. Seleccionar a los trabajadores de acuerdo con un perfil y prepararlos para un mejor rendimiento, mientras que en el pasado éste elegía su oficio y se instruía a sí mismo de la mejor manera, de acuerdo con sus propias posibilidades.
3. Control sobre el trabajo con la finalidad de ejecutar científicamente lo planeado desde la gerencia.
4. Una distribución del trabajo en la que el obrero no excediera sus labores en su función.

#### La transformación de las condiciones de trabajo
El ritmo y el control del trabajo de la producción estaba determinado por el gremio obrero, esto provocaba grandes pérdidas económicas a los capitalistas. De esta manera, el obrero de oficio que poseía las formas de producción, se convirtió en blanco de ataque al cual se debía doblegar y reconstruir. Taylor detectó la importancia del saber y el conocimiento de las operaciones, por lo que su máxima fue: “quien domina y dicta los modos operatorios se hace también dueño de los tiempos de producción”.
El oficio, este saber-hacer del obrero formaba el pilar de la resistencia obrera. Alrededor del conocimiento de los procesos de trabajo se conformaba la organización obrera, en momentos de conflicto. Los paros, las huelgas y los boicots formaban parte de los repertorios de protesta, resultaban tan eficientes porque no había otros grupos que conocieran los métodos de trabajo, esto obligaba a los empresarios a doblegarse a las condiciones del gremio obrero.

##### Tiempos y movimientos
Para lograr un mejor rendimiento y aumento de producción el objetivo en primera ordenar las tareas para crear un sistema coherente y luego fragmentar la operación total de los procesos de trabajo en tareas sucesivas y simples. La fragmentación permitió estandarizar, medir y perfeccionar una actividad, permitiendo quitar la complejidad y lo costoso que resultaba el trabajo de un solo obrero. A estas tareas parcializadas se le agregó una imposición de tiempo, de tal forma que se construyeron normas precisas en la ejecución de las tareas que permitieron acelerar el ritmo de producción.
Este modo de organizar el trabajo de manera científica, planteo a la división del trabajo como método efectivo para la reducción de los costos de producción. El trabajo para Taylor era la fuente de riqueza y no el dinero, por lo que el aumento de la productividad estaba fundamentado para favorecer el desarrollo de la acumulación del capital.

##### Consecuencias
Este sistema basado en el estudio de los tiempos y movimientos permitió eliminar la variabilidad, la espontaneidad y la incertidumbre, pero sobre todo deshacerse de la resistencia del obrero. La administración científica incidió en las facultades y potencias subjetivas de los obreros, porque expropio la voluntad y la inteligencia individual, esto ocasionó una profundización en la alienación de los trabajadores. Así pues, perdieron  definitivamente la posibilidad de aplicar la imaginación y la creatividad en su labor.
El taylorismo no supone solo la organización del trabajo, sino las formas de supervisión y control, las reglas de cómo pensar, los niveles, sus jerarquías, los criterios y formas de ejercicio de la autoridad y el poder. En palabras más generales se implementó una disciplina al obrero.
Las propuestas de Taylor significaron políticamente el paso del control del trabajo de los trabajadores a la dirección y el capitalista. Los trabajadores fueron despojados de su identidad como gremio debido a la parcialización y a las nuevas formas de relación industrial. Dividir el trabajo y estandarizarlo implicó una descalificación de la fuerza de trabajo. La tarea estandarizada significó que cualquier persona con una mínima formación pudiera realizarla excluyendo así a los obreros más especializados y surgiendo un nuevo concepto de trabajador: el obrero masa.
Además, como fruto de su desarrollo, se produce también un aumento y profundización del crecimiento de la escala de la producción, consolidándose el carácter de producción en masa o en serie que había adquirido ya desde la gran industria del siglo XIX. Y al mismo tiempo que se afirma esta producción masiva, característica del modo de producción capitalista, se desarrolla también una estandarización de los productos, correspondiente y derivada de la estandarización de los instrumentos y del modo de trabajo individual.

## Modelo Fordista
A principios del siglo XIX, en el mismo periodo en el que se gesta el modelo de producción taylorista, comienza a sonar el nombre de Henry Ford como un innovador en la producción automotriz. Henry Ford fue un pionero en la industria del automóvil, creó en 1903, la Ford Motor Company en la que recuperó los fundamentos de la administración científica.
Al igual que el taylorismo el fordismo es un sistema de racionalización del modo de trabajo individual. Consistió en la medida taylorista de dividir, hasta sus unidades más pequeñas, cada operación mecánica requerida para la producción.  Este modelo propuesto por Ford se caracterizó en primera instancia por la introducción un sistema mecánico completo, cuyos pilares eran la cadena de montaje, además de todo un conjunto integrado de formas de movimiento y transporte interno de los objetos de trabajo, compuesto de grúas, deslizadores, vagonetas, transportadores.

#### Las condiciones de trabajo en el fordismo
La innovación más conocida de Ford es la cadena de montaje. Consta de un movimiento perpetuo, en los que se unen todos los momentos de la producción. Se traslada la pieza frente a los obreros, los cuales se encuentran fijos en un puesto y una función, cada obrero modifica una parte de la pieza en tiempos rigurosos hasta convertirlo en un producto terminado. Las tareas de los obreros se transformaron en movimientos simples y rápidos, lo que obligó este a someterse a una cadencia regulada, eliminando los movimientos innecesarios e improductivos de una manera más extrema que en el taylorismo.
Esta intensificación del trabajo renovó las funciones del obrero. Se convirtió en pieza viva del sistema mecánico, de la cadena de montaje y de sus complementos. Sí en un principio la máquina estaba al servicio del obrero, ahora este pasaba a ser mero complemento donde la máquina dictaba su ritmo y su accionar.
Al igual que en el taylorismo, el fordismo afectó de manera subjetiva al gremio obrero. Se sustrajo toda forma de autonomía y se doblegó en su ejecución de labores a través de medios mecanizados, es decir, la voluntad de ejecución e inteligencia de definición en el modo de trabajo individual se transformó en simples atributos mecánicos de la cadena de montaje. Así, el trabajo para el fordismo estribaba en que debía estar siempre en total movimiento. Desde este panorama el obrero debe estar siempre móvil pero fijado a un puesto de trabajo y lo único que debía desplazarse era el trabajo hacia él.
Las innovaciones de Ford fueron un gran cambio en la historia del capitalismo, por una parte, cambió las condiciones de extracción del plustrabajo, y por otra parte aumentó la escala de producción. Propició una parcialización del trabajo aún más extrema que en el modelo taylorista y con la introducción de la mecanización (transportadores de materiales y la cadena) una intensificación y una extensión de la jornada laboral.

#### Five dolars day
Una de las aportaciones más importantes de Ford fue crear un sistema de salario alto. Para Ford como para Taylor el salario era un instrumento patronal de estímulo al trabajo. En 1914 Ford anunció un aumento a cinco dólares por jornada laboral, lo cual tuvo dos finalidades: en primer lugar, se buscaba adecuar al obrero a las condiciones que había traído esta nueva forma de organización: monotonía, la estandarización, la fatiga, la producción continua y el ritmo acelerado. En segundo lugar,  se pretendía romper con la insubordinación mediante el control de las condiciones de la producción y reproducción de la fuerza de trabajo.
El salario para Ford fue un mecanismo de control del obrero, porque no solo controló las condiciones de trabajo del obrero y su reproducción, sino también moduló las formas de consumo y las formas de movilidad y desplazamiento. Se creó así un ejército de trabajadores descalificados o especialistas en una sola tarea; un contingente de obreros destinados a repetir la misma operación; obreros pertenecientes al “nuevo artesanado fordiano.

## Nuevas formas de organización del trabajo

### Modelo posfordista
El modelo fordista comenzó a dar cuenta de su agotamiento en la década de 1970. La producción en masa y las instituciones que regulaban este tipo de producción se volvieron obsoletas. Los precios de los bienes y servicios se elevaron y se redujo drásticamente el poder adquisitivo de los salarios, el consumo se debilito y las empresas comenzaban a resentir los efectos.
El posfordismo es una fase que surge ante la emergencia de nuevas formas de producir. Es una nueva fase en la que los planteamientos fordistas están superados. Se caracterizaría por un notable desarrollo de las fuerzas productivas, a través de la automatización y la microelectrónica. Esto provocó una nueva forma de organizar el trabajo, permitió la posibilidad de producir series de mercancías más cortas y diferenciadas, lo cual se contraponía a la producción en masa del sistema fordiano. Esto se debió a que el consumo de masas que era el pilar de la producción en serie estaba desapareciendo.

#### La flexibilización del trabajo
La flexibilización productiva impuso modificaciones en la calificación y competencias de los obreros, con la finalidad de acondicionarlos a las nuevas exigencias del trabajo. Esta nueva forma obrar en la producción, implicaba que los individuos cumplieran funciones con interdependencia, es decir, los roles dejaron de ser estáticos (como en la cadena fordiana), convirtiéndose en una forma de rol multifuncional. Para cumplir tal requisito el obrero tenía que estar obligado a adquirir una multiplicidad de conocimientos que permitiera hacer funcionar la rotación en las funciones.
La flexibilidad laboral permitió, desregular el derecho laboral eliminando las contrataciones herederas del sistema keynesiano. Las nuevas formas de contratación junto con las nuevas funciones del obrero profundizan la precarización o desmejoramiento de las condiciones del trabajo.

#### Consecuencias de la flexibilidad
El posfordismo automatizo la producción y suprimió los contratos colectivos. Esta flexibilidad organizó sistemáticamente y remplazó completamente los viejos métodos fordistas. El modelo fordista había conquistado el control de producción, la máquina y la cinta transportadora coaccionaron al obrero a un ritmo de trabajo, enajenándolo, quitándole toda voluntad y toda acción espontánea, por lo que los nuevos esquemas posfordistas emplearon mecanismos para tener un control absoluto de la subjetivad de los obreros
Desarticuló lo que hasta la década de los setenta había sido la configuración de los puestos de trabajo, tanto en las empresas como en las organizaciones. La idea del trabajo manual y de supervisión, pareciera estar dándole paso al trabajo intelectual o dominado por la información. Este hecho, ha alterado el mundo de las relaciones de trabajo y ha provocado un estilo de comportamiento diferente en los principales actores de ésta.

### Modelo Toyotista
El modelo toyotista surgió en la década de 1980. Se estableció como una contrapartida de los modelos de producción norteamericanos. Este modelo de origen japonés se caracterizaba por dos principios: la producción del momento preciso; y la autoactivación de la producción. Estos dos principios constituían lo que el precursor Ohno llamaba el espíritu de Toyota.
Lo esencial del método Toyota se trataba de concebir un sistema que se adecuara a una producción de volúmenes limitados, de productos diferenciados y variados. En suma, es lo contrario a lo que los principios productivos norteamericanos dictaban: se trataba de ir al revés. Por lo tanto, la máxima de este nuevo modelo era “fabricar a buen precio pequeños volúmenes de muchos modelos diferentes esta es la oposición central”.
El procedimiento llamado justo a tiempo -junto con método el Kanban (etiquetas)- trataba de un proceso continuo en el que solo se necesitaban las piezas necesarias para el montaje o fabricación de un producto. Para este modelo no se podía fabricar más de los que la demanda establecía. El Kanban permitió un mayor control en la fabricación, a diferencia de la cadena fordiana donde un error podía costar la línea de producción, el Kanban permitía mediante tableros anunciar las fallas o los retrasos en las cadenas, lo que resultaba de suma importancia para la producción total ya que se evitaba los desperdicios o las perdidas.  Este procedimiento permitía ofrecer al mercado un producto de mayor calidad y además diferenciado.

#### Las condiciones de trabajo
Esta nueva forma de producir necesitaba de un obrero específico. A diferencia de los modelos estadounidenses que parcializaban el trabajo y con ello especializaban a una sola función al obrero, en el modelo japonés se buscaba crear un obrero polivalente. Se trataba de desespecializar y convertir a los trabajadores en sujetos que tuviera la habilidad para realizar múltiples funciones.  Así pues, la finalidad de este modelo al igual que los sistemas norteamericanos era la destrucción de los conocimientos obreros complejos. Si bien estos lo consiguieron mediante la descomposición en movimientos elementales, el toyotismo lo realizó por medio de la plurioperación y las multifuncionalidades.
El modelo tuvo en su origen diferentes dificultades tanto estructurales como coyunturales. Una de sus principales acciones fue eliminar el exceso de personal y de equipo, el toyotismo buscaba crear una especie de fábrica mínima, es decir, una fábrica con funciones reducidas y personal requerido solamente para el trabajo que orientaba la demanda semanal o mensual. A diferencia de los norteamericanos, para los japoneses reducir el personal era una de las condiciones para que se desarrollara un incremento de productividad.
Otro de los aportes que configuraron este modelo fue concebir una organización general de la producción, es decir, se trataba de hacer una vigilancia permanente en los procesos de trabajo y así poder ejercer un control directo sobre los empleados subordinados.